# William H. Sutphin

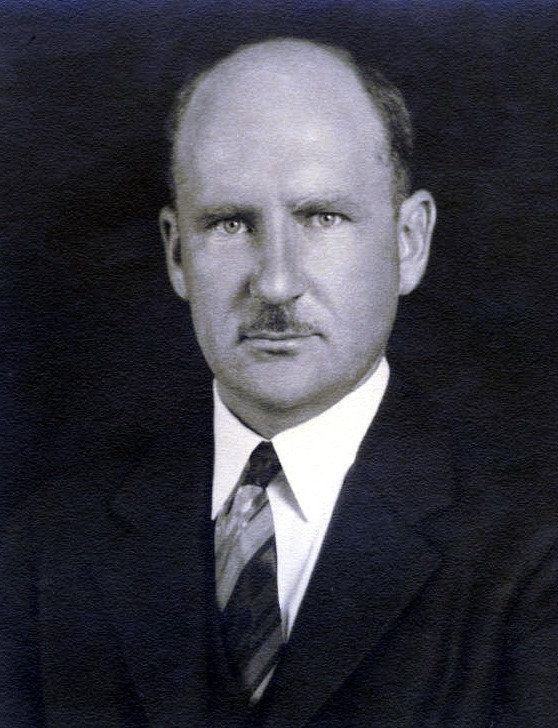
William H. Sutphin (1935)

William Halstead Sutphin (* 30. August 1887 in Browntown, Middlesex County, New Jersey; † 14. Oktober 1972 in Salisbury, Maryland) war ein US-amerikanischer Politiker. Zwischen 1931 und 1943 vertrat er den Bundesstaat New Jersey im US-Repräsentantenhaus.

## Werdegang
William Sutphin besuchte die öffentlichen Schulen in Matawan und danach das Woods Business College in New York City. Im Jahr 1915 durchlief er ein militärisches Offiziersausbildungslager in Plattsburgh (New York). Gleichzeitig begann er als Mitglied der Demokratischen Partei eine politische Laufbahn. In den Jahren 1915 und 1916 sowie nochmals von 1921 bis 1926 war er Bürgermeister von Matawan. 1916 diente er in der Nationalgarde seines Staates an der Grenze zu Mexiko, wo es damals zu Spannungen kam. Während des Ersten Weltkrieges diente Sutphin zwischen 1917 und 1919 im Fliegerkorps der United States Army in Frankreich. Von 1920 bis 1931 arbeitete er für eine Firma, die Asphaltdächer und Abdeckungen herstellte.
Bei den Kongresswahlen des Jahres 1930 wurde Sutphin im dritten Wahlbezirk von New Jersey in das US-Repräsentantenhaus in Washington, D.C. gewählt, wo er am 4. März 1931 die Nachfolge von Harold G. Hoffman antrat. Nach fünf Wiederwahlen konnte er bis zum 3. Januar 1943 sechs Legislaturperioden im Kongress absolvieren. Seit 1933 wurden dort die New-Deal-Gesetze der Bundesregierung unter Präsident Franklin D. Roosevelt verabschiedet. Im Jahr 1933 wurden auch der 20. und der 21. Verfassungszusatz ratifiziert. Seit 1941 war die Arbeit des Kongresses von den Ereignissen des Zweiten Weltkrieges geprägt.
Im Jahr 1942 unterlag Sutphin dem Republikaner James C. Auchincloss. Nach dem Ende seiner Zeit im US-Repräsentantenhaus war er Vizepräsident der Firma M.J. Merkin Paint Co. in New York. 1951 zog sich William Sutphin in den Ruhestand zurück, den er in Berlin (Maryland) verbrachte. Er starb am 14. Oktober 1972 in Salisbury und wurde auf dem Nationalfriedhof Arlington in Virginia beigesetzt.